# Pequeño Bill
Little Bill (en Latinoamérica Pequeño Bill) es un programa de televisión para niños en Nick Jr. Las historias se basan en la serie de libros de Bill Cosby, Little Bill, ubicado en Filadelfia y cuentan con Bill Jr. para aprender una lección moral. Fue desarrollado a través de la investigación y en consulta con un grupo de asesores educativos.
El programa también se emitió en la CBS como parte de Nick Jr. por la cadena CBS, desde el 16 de septiembre de 2000 al 7 de septiembre de 2002, y luego como parte de Nick por la cadena CBS desde el 2 de agosto de 2003 al 10 de septiembre de 2005. El espectáculo volvió con el regreso de Nick Jr. en CBS el 17 de septiembre de 2005, y visto el 9 de septiembre de 2006, cuando el bloque se reemplaza con el KOL Slumber Party Secreto en la CBS. La serie volvió a entrar en producción en el otoño de 2006 y una nueva temporada de seis episodios se emitió en Noggin lo largo de abril y julio de 2007, terminando en el último mes. Los reestrenos se emiten en Nick Jr. y en BET, el 7 de enero de 2008.
Sonia Manzano, más conocida por interpretar a María Rodríguez en Sesame Street, fue una escritora frecuente para el espectáculo.

## Doblajes
| Personaje                      | Voz original ( Estados Unidos, Inglés)                            | Actor de doblaje · ( Chile, Hispanoamérica)    |
| ------------------------------ | ----------------------------------------------------------------- | ---------------------------------------------- |
| Pequeño Bill                   | Xavier Prichett                                                   | Maximiliano Salgado                            |
| William, padre de Pequeño Bill | Gregory Hines                                                     | Sandro Larenas                                 |
| Brenda, madre de Pequeño Bill  | Phylicia Rashād                                                   | Maureen Herman                                 |
| Abuela de Pequeño Bill         | Ruby Dee                                                          | Julia Navarro                                  |
| April                          | Monique Beasley                                                   | Jéssica Toledo                                 |
| Bobby                          | Devon Malik Beckford (temp. 1-2) Tyler James Williams (temp. 3-4) | Rodrigo Saavedra                               |
| Estudio de doblaje             |                                                                   | Doblajes Internacionales DINT, Santiago, Chile |
| Director de doblaje            |                                                                   | Rodrigo Díaz                                   |
| Traductor                      |                                                                   | ¿?                                             |
| Adaptador                      |                                                                   | ¿?                                             |